# Джонсон, Ральф (баскетболист)
Дэвид Ральф «Боуг» Джонсон (англ. David Ralph "Boag" Johnson; 6 декабря 1921, Хантингтон, штат Индиана, США — 11 июля 2005, Кливленд, штат Огайо, США) — американский профессиональный баскетболист и тренер, завершивший карьеру. Чемпион НБЛ в сезоне 1948/1949 годов.

## Ранние годы
Ральф Джонсон родился 6 декабря 1921 года в городе Хантингтон (штат Индиана) в семье Дэвида и Флоры Джонсон, учился там же в центральной объединённой школе, в которой играл за местную баскетбольную команду. В 1947 году закончил Хантингтонский университет, где в течение четырёх лет играл за команду «Хантингтон Форестерс». При Джонсоне «Форестерс» ни разу не выигрывали регулярный чемпионат конференции Mid-Central, которая входила в национальную спортивную межуниверситетскую ассоциацию (NAIA). В 1995 году Ральф Джонсон был включён в баскетбольный Зал Славы Индианы.

## Профессиональная карьера
Играл на позиции разыгрывающего защитника. В 1947 году Ральф Джонсон заключил соглашение с командой «Андерсон Даффи Пэкерс», выступавшей в Национальной баскетбольной лиге (НБЛ) и Национальной баскетбольной ассоциации (НБА). Позже выступал за команду «Форт-Уэйн Пистонс» (НБА). Всего в НБЛ провёл 2 сезона, а в НБА — 4 неполных сезона. В сезоне 1948/1949 годов Джонсон, будучи одноклубником Фрэнка Брайана, Билла Клосса, Хоуи Шульца и Джона Харгиса, выиграл чемпионский титул в составе «Андерсон Даффи Пэкерс». Один раз включался во 2-ю сборную всех звёзд НБЛ (1949). Всего за карьеру в НБЛ Ральф сыграл 121 игру, в которых набрал 720 очков (в среднем 6,0 за игру). Всего за карьеру в НБА Джонсон сыграл 204 игры, в которых набрал 1705 очков (в среднем 8,4 за игру), сделал 498 подборов и 569 передач. Помимо этого Джонсон в составе «Даффи Пэкерс» один раз участвовал во Всемирном профессиональном баскетбольном турнире, став его бронзовым призёром в 1948 году.

## Тренерская карьера
После завершения профессиональной карьеры игрока Джонсон на протяжении пяти лет проработал на посту главного тренера баскетбольной команды средней школы города Колумбия-Сити (1952—1957), после чего перешёл на должность спортивного директора команды (1958—1960). В следующем году он переехал в город Уорсоу, где в течение десяти лет тренировал баскетбольную команду местной общественной школы «Уорсоу Тайгерс» (1961—1971). Затем там же обучал школьников физическому воспитанию, здоровью и безопасности, подготавливал водителей и служил советником руководства, выйдя на пенсию в 1985 году.

## Семья и смерть
Во время Второй мировой войны ему пришлось на три года прервать свою учёбу в университете (1942—1945). После войны он женился на Мэри Эллен Робинсон, которая родила ему трёх дочерей (Джори, Кристину и Лесли) и двух сыновей (Дэвида и Грега). Кроме того у него было четыре сестры, брат, шесть внуков и семь правнуков. Ральф Джонсон умер в понедельник, 11 июля 2005 года, на 84-м году жизни в городе Кливленд (штат Огайо).

## Статистика

### Статистика в НБА
| Сезон                                                                                    | Команда   | Регулярный сезон | Регулярный сезон | Регулярный сезон | Регулярный сезон | Регулярный сезон | Регулярный сезон | Регулярный сезон | Регулярный сезон | Регулярный сезон | Регулярный сезон | Регулярный сезон | Серия плей-офф | Серия плей-офф | Серия плей-офф | Серия плей-офф | Серия плей-офф | Серия плей-офф | Серия плей-офф | Серия плей-офф | Серия плей-офф | Серия плей-офф | Серия плей-офф |
| Сезон                                                                                    | Команда   | GP               | GS               | MPG              | FG%              | 3P%              | FT%              | RPG              | APG              | SPG              | BPG              | PPG              | GP             | GS             | MPG            | FG%            | 3P%            | FT%            | RPG            | APG            | SPG            | BPG            | PPG            |
| ---------------------------------------------------------------------------------------- | --------- | ---------------- | ---------------- | ---------------- | ---------------- | ---------------- | ---------------- | ---------------- | ---------------- | ---------------- | ---------------- | ---------------- | -------------- | -------------- | -------------- | -------------- | -------------- | -------------- | -------------- | -------------- | -------------- | -------------- | -------------- |
| 1949/50                                                                                  | Андерсон  | 35               |                  |                  | 31,2             |                  | 85,5             |                  | 3,0              |                  |                  | 9,6              | Не участвовал  | Не участвовал  | Не участвовал  | Не участвовал  | Не участвовал  | Не участвовал  | Не участвовал  | Не участвовал  | Не участвовал  | Не участвовал  | Не участвовал  |
| 1949/50                                                                                  | Форт-Уэйн | 32               |                  |                  | 31,2             |                  | 71,7             |                  | 2,1              |                  |                  | 7,9              | 4              |                |                | 25,0           |                | 75,0           |                | 2,0            |                |                | 7,0            |
| 1950/51                                                                                  | Форт-Уэйн | 68               |                  |                  | 31,9             |                  | 70,4             | 4,0              | 2,7              |                  |                  | 8,6              | 3              |                |                | 37,5           |                | 50,0           | 2,3            | 2,3            |                |                | 8,3            |
| 1951/52                                                                                  | Форт-Уэйн | 66               |                  | 34,3             | 35,6             |                  | 72,1             | 3,4              | 3,2              |                  |                  | 7,9              | 2              |                | 35,0           | 34,8           |                | 100,0          | 3,0            | 3,5            |                |                | 8,5            |
| 1952/53                                                                                  | Форт-Уэйн | 3                |                  | 10,0             | 33,3             |                  | 66,7             | 0,3              | 1,7              |                  |                  | 2,7              | Не участвовал  | Не участвовал  | Не участвовал  | Не участвовал  | Не участвовал  | Не участвовал  | Не участвовал  | Не участвовал  | Не участвовал  | Не участвовал  | Не участвовал  |
|                                                                                          | Всего     | 204              |                  | 33,3             | 32,7             |                  | 74,0             | 3,6              | 2,8              |                  |                  | 8,4              | 9              |                | 35,0           | 32,2           |                | 73,7           | 2,6            | 2,4            |                |                | 7,8            |
| Наведите курсор мыши на аббревиатуры в заголовке таблицы, чтобы прочесть их расшифровку. |           |                  |                  |                  |                  |                  |                  |                  |                  |                  |                  |                  |                |                |                |                |                |                |                |                |                |                |                |